# Viva Puntarenas
El partido Viva Puntarenas es un partido político provincial de Puntarenas, Costa Rica. El partido fue fundado el 1 de setiembre de 2013 y postuló candidatos a diputados por la provincia portuaria. Su cabeza de lista fue Johnny Artavia, quien también es presidente del partido. Para la campaña de 2014, el partido solicitó un adelante de deuda política (la contribución estatal para financiamiento de partidos políticos cuyo monto es proporcional a la cantidad de votos recibidos) por 15 millones de colones, colocando una propiedad de Artavia como prenda. Obtuvo 4.400 votos para un 2.7% del padrón, siendo el mínimo requerido para recibir deuda política un 4%. Al no obtener los votos necesarios para cubrir la deuda el Tribunal Supremo de Elecciones ordenó la recuperación de la suma.
Tras las elecciones municipales de 2016 obtuvo los síndicos de Golfito en la persona de Miguel Ángel Rodríguez Vega y de Puerto Jiménez con Maria Rosibel Ramírez Ramírez en el cantón de Golfito, así como regidores en los cantones de Puntarenas, Osa y Golfito.